# Попенки
Попенки (рос. Попенки; рум. Popencu) — село в Рибницькому районі в Молдові (Придністров'ї). Центр сільської ради.
Згідно з переписом населення 2004 року у селі проживало 43,3% українців та складають більшість серед усіх етносів.

## Відомі люди
В селі народився Бондаренко Степан Григорович (1924—2011) — радянський вчений в області агрохімії.